# Heterossexualização
A heterossexualização (em inglês: straightwashing) é a prática de apresentar pessoas ou personagens homossexuais ou  bissexuais na realidade ou na literatura como heterossexuais ou alterar informações sobre figuras históricas para fazer sua representação obedecer à heteronormatividade. Também é frequente na apresentação de figuras históricas no que se limita a este aspecto de suas biografias.
Straightwashing é um termo relativamente contemporâneo que aumentou em uso e reconhecimento nos últimos anos.  Apesar de uma presença crescente de personagens e histórias LGBT na televisão dos Estados Unidos, as preocupações sobre a heterossexualização de personagens e histórias gays persistem. Habitualmente, justifica-se a heterossexualização por possíveis reacções da audiência à normalização e visibilidade da diversidade sexual.

## História
Nos Estados Unidos, de 1930 a 1968, o Código Hays fez com que os grandes estúdios eliminassem personagens ou referências gays dos filmes. O documentário de 1995, The Celluloid Closet, mostra como alguns roteiristas e diretores tentaram usar a codificação queer para introduzir sutilmente personagens, papéis ou temas gays, sem que isso fosse notado pelos censores, como com Gore Vidal adicionando um relacionamento gay em Ben- Hur.
Na historiografia, o processo de heterossexualização foi reforçado e a homossexualidade de muitas figuras históricas censurada. Algumas cartas do compositor Pyotr Ilyich Tchaikovsky nas quais ele expressava seus sentimentos homossexuais e sua ausência de atração sexual por mulheres, foram censuradas e inéditas até 2018. A homossexualidade de Frederico, O Grande que era notoriamente conhecida e comentada durante sua vida e as cartas de cunho homossexual do Imperador foram censuradas por décadas pelos historiadores alemães.
Relatos históricos das sufragistas lésbicas Eva Gore-Booth e Esther Roper em alguns casos limitam sua sexualidade, com o historiador Gifford Lewis se recusando a reconhecer que ambas que fossem lésbicas em suas biografias.

### New York Times
O The New York Times publicou não mais do que dois artigos de primeira página por ano que faziam qualquer tipo de referência aos gays desde o final da Segunda Guerra Mundial até 1965, esse número não aumentou muito nos 20 anos seguintes. Era raro que algo publicado fosse positivo; a maioria via os gays como ameaças à segurança na época da Guerra Fria, o historiador David K. Johnson apontou a invisibilidade dos gays neste período de tempo e a perseguição do governo e da mídia contra homossexuais.
Em 1981, a crise da AIDS também recebeu pouca atenção da mídia, mesmo com o rápido aumento da taxa de mortalidade. O New York Times não mencionou a AIDS até anos após o surto e finalmente chegou à primeira página em 1983. Vários historiadores comentaram sobre o silêncio do The Times em relação às questões LGBT, especialmente a crise da AIDS. A Cobertura no New York Times permaneceu pouco frequente até meados da década de 1980 e depois aumentou dramaticamente. Essa mudança na mídia é vista como um reflexo das mudanças na sociedade, marcada com eventos como a morte de Rock Hudson, as declarações de Ronald Reagan sobre a AIDS em 1987 e a proposta de campanha do presidente Bill Clinton em 1992 e o debate no Congresso no início de 1993 sobre a proibição de lésbicas e gays nas forças armadas aumentaram a cobertura do The Times sobre questões gays e lésbicas.

## Na ficção

### Cinema
No Cinema americano, por meio do Código Hays, salvo exceções, a prática da heterossexualização foi regra em Hollywood entre as décadas de 30 e 60. Um dos filmes alvos do Código foi na versão cinematográfica do romance de Truman Capote, Breakfast at Tiffany's . No livro, a personagem principal tinha "clientes homens e mulheres", mas no filme ele só aparece como heterossexual, o personagem de Paul, que é gay também é transformado em heterossexual e a relação de amizade entre ambos é transformada em um romance inexistente na obra original.
Um caso emblemático e polêmico foi a versão cinematográfica da peça de Tennessee Williams, Cat on a Hot Tin Roof . Na peça, Brick Pollit é retratado como amante de um patriarca da família chamado Skipper. Na versão cinematográfica de 1958, o arco da história do relacionamento gay é substituído pela história da frustração de Skipper com sua carreira no futebol enfraquecida e um casamento heterossexual sem sexo, além do filme ter substituído a crítica inicial da peça a homofobia e ao sexismo. O filme sofreu críticas ferozes de Williams que afirmou que o filme "Este filme fará a indústria retroceder 50 anos, vá para casa!" O filme também sofreu críticas do ator protagonista Paul Newman, que era um notório apoiador da causa gay.
O Homem Sem Face de 1993 do Mel Gibson foi outro exemplo de filme que teve seu protagonista gay transformado em hétero em relação a obra original. Poucos anos depois do lançamento do filme, Mel Gibson se envolveu em polêmicas com falas homofóbicas.
No artigo de Stuart Richard "The Imitation Game and the 'straightwashing' of film", sobre o filme The Imitation Game , Richards afirma que o "A sexualidade [gay] de Alan Turing é minimizada e usada como um dispositivo de enredo ", mostrá-lo como um "Herói trágico e um homem excêntrico e reservado"; para tornar o filme "'seguro' para um público potencialmente conservador", o filme apenas o retrata romanticamente com Joan Clarke (Keira Knightley).
Vários outras adaptações como Tróia do Wolfgang Petersen, Além da Linha Vermelha do Terrence Malik e Entrevista com o Vampiro também tiveram seus protagonistas transformados em héteros nas suas versões cinematográficas, evidenciando que a resistência em Hollywood de representar personagens homossexuais persiste.

### Televisão
O personagem John Constantine, interpretado pelo ator Matt Ryan , da série de televisão da NBC Constantine foi muito criticado por não exibir a mesma sexualidade que foi escrita originalmente na série de quadrinhos da DC, Constantine: Hellblazer. Os executivos da TV decidiram que a bissexualidade de John Constantine não deveria ser incluída no programa de TV e ele foi retratado como um homem heterossexual.No entanto, quando Ryan reprisou o papel em Legends of Tomorrow o personagem foi retratado como bissexual.